# Fiat Tipo
Fiat Tipo är en bilmodell från den italienska biltillverkaren Fiat som fanns 1988-1995. Fiat Tipo blev Årets bil 1989 och ersatte Fiat Ritmo[källa behövs] som en bilmodell i Golfklassen. Tipo fanns i 3-dörrarsversion (dock ej i Sverige), samt med 5 dörrar. Sedan- och kombivarianterna kallades dock Fiat Tempra. När Tipo introducerades hade 1,4-liters analoga instrument och 1,6-liters digitala instrument, senare fick alla modeller analoga dito efter köparnas påtryckningar. 1995 ersattes Tipo av Bravo/Brava som också kom att bli Årets bil.
I Sverige såldes första två åren 1,4 liter, 69 hkr, och 1,6 twincam på 90 hkr. 1992 byttes twincammotorn ut mot 1,6 enkelkam och effekten sjönk till 75 hkr. Senare kom även en 2,0 16V på 139 hkr. Tipo fick beröm i bilpressen för stora utrymmen och bra väghållning. Tipo sålde bra de första åren, men därefter såldes knappt några i Sverige.
2015 visades en ny bilmodell med samma namn. Den nya Fiat Tipo är en sedan som tillverkas i Tofaş-fabriken i Bursa, Turkiet. På den turkiska marknaden ska bilen heta Fiat Aegea.
Motorer i Sverige var 1,4 liters bensin på 95 hkr, 1,4 liters bensinturbo på 120 hkr samt 1,6 liters diesel på 120 hkr. Det fanns även en automatväxlad version med 1,6 liters sugmotor på 110 hkr kallad E-torq.
Åren därefter kom både en hatchback och kombi. Med modellår 2021 kom en facelift av hela linjen samt även en förhöjd hatchback, som en SUV. Då kom även en ny motorgeneration med 3- och 4-cylindriga turbomotorer.